# Franco Bodrero
Franco Bodrero, né le 7 février 1943 à Turin et mort le 31 juillet 1970 à Collegno (Piémont), est un coureur cycliste italien, professionnel de 1965 à 1969. 

## Biographie
En 1968, il remporte la 21e étape du Tour d'Italie, mais est finalement disqualifié pour contrôle antidopage positif.
Il meurt à l'âge de 27 ans des suites d'une maladie incurable qui l'affligeait depuis septembre 1969. 

## Palmarès

### Palmarès amateur
- 1963
  - Cirié-Pian della Mussa
- 1964
  - Milan-Valtournanche
  - Milan-Tigliole
  - 3ea étape du Trophée Nice-Matin
  - 2e du Tour du Val d'Aoste
  - 2e du Trophée Nice-Matin

### Palmarès professionnel
- 1965
  - 3e du Grand Prix de Prato
  - 3e du Grand Prix Robbiano
- 1967
  - 3e du Grand Prix Cemab
- 1968
  - 2e étape du Tour du Luxembourg
  - 2e du Tour du Latium
  - 3e du Tour du Luxembourg

## Résultats sur les grands tours

### Tour d'Italie
5 participations
- 1965 : 38e
- 1966 : 24e
- 1967 : 46e
- 1968 : 12e déclassé
- 1969 : 39e

### Tour de France
1 participation
- 1967 : 15e